# Marisa la civetta
Marisa la civetta è un film commedia italiano del 1957, diretto da Mauro Bolognini.

## Trama
Marisa è una giovane ragazza che vende bibite alla stazione di Civitavecchia. Molto avvenente, fa innamorare di sé praticamente tutti i ragazzi del paese. Un giorno conosce Angelo, ragazzo toscano che è arrivato in città come marinaio: in breve i due si innamorano.
Tuttavia Marisa è corteggiata con insistenza anche da Luccicotto, che conosce fin da bambina, e dal suo ex-fidanzato Luigi. A questa situazione si aggiunge l'arrivo del nuovo capostazione Antonio, che sembra essere il solo a non subire il fascino di Marisa.

## Critica
Paolo Mereghetti (1993): **½
«... commediola lieve ma non stupida, capace di gettare qualche sguardo non banale su un'Italia minore e dimessa.»